# UCI-Mountainbike-Weltcup 2023
Der UCI-Mountainbike-Weltcup 2023 wurde von März bis Oktober 2023 in den Disziplinen Cross-Country olympisch (XCO), Short Track (XCC), Marathon (XCM), Downhill (DHI) und Enduro (EDR und EDR-E) ausgetragen.
Ein erster, vorläufiger Kalender wurde im August 2022 veröffentlicht. Dabei wurden, in Verbindung mit dem neuen Partner Warner Bros, erstmals die Rennkalender des Mountainbike-Weltcups (mit den traditionellen Disziplinen XCC/XCO/DHI) und der Enduro World Series aufeinander abgestimmt. Albstadt wurde nach neun Austragungen zwischen 2013 und 2022 nicht mehr berücksichtigt.
Der endgültige Kalender wurde im Dezember 2022 bekanntgegeben. Der Kalender enthielt nicht mehr die geplanten Veranstaltungen in Valkenburg und Whistler, dafür nunmehr auch die Marathon-Disziplin XCM. Die erst zwei Jahre zuvor eingeführte UCI-Mountainbike-Marathon-Serie wurde damit abgeschafft, und die Weltcups in den sechs Disziplinen XCO, XCC, XCM, DHI, EDR und EDR-E wurden einheitlich unter dem Dach einer so genannten UCI-Mountainbike-Weltserie zusammengefasst.
Bei den traditionellen Disziplinen wurden erstmals Short Track-Wettbewerbe für die U23 ausgetragen, im Downhill fanden erstmals zwischen Qualifikation und Finale als zusätzlicher Durchgang Halbfinals statt.

## Programm
| Datum                      | Disziplinen | Disziplinen | Disziplinen | Disziplinen | Disziplinen | Disziplinen | Austragungsort       |
| Datum                      | XCO         | XCC         | XCM         | DHI         | EDR         | EDR-E       | Austragungsort       |
| -------------------------- | ----------- | ----------- | ----------- | ----------- | ----------- | ----------- | -------------------- |
| 25.–26. März               |             |             |             |             | X           |             | Maydena              |
| 1.–2. April                |             |             |             |             | X           |             | Derby                |
| 12.–14. Mai                | X           | X           | X           |             |             |             | Nové Město na Moravě |
| 3.–4. Juni                 |             |             | X           |             | X           | X           | Finale Ligure        |
| 9.–11. Juni                | X           | X           |             | X           |             |             | Lenzerheide          |
| 15.–18. Juni               | X           | X           |             | X           | X           | X           | Leogang              |
| 24.–25. Juni               |             |             |             |             | X           | X           | Val di Fassa         |
| 30. Juni – 2. Juli         | X           | X           |             | X           |             |             | Val di Sole          |
| 24.–27. August             | X           | X           |             | X           |             |             | Vallnord-Pal Arinsal |
| 1.–3. September            |             |             |             | X           | X           | X           | Loudenvielle         |
| 7.–17. September           | X           | X           | X           | X           | X           | X           | Portes du Soleil     |
| 28. September – 1. Oktober | X           | X           | X           | X           |             |             | Snowshoe             |
| 6.–8. Oktober              | X           | X           |             | X           |             |             | Mont Sainte-Anne     |

## Cross-Country Short Track

### Frauen Elite
| Rnd | Datum         | Ort                  | Erste                  | Zweite            | Dritte                 |
| --- | ------------- | -------------------- | ---------------------- | ----------------- | ---------------------- |
| 1   | 12. Mai       | Nové Město na Moravě | Laura Stigger          | Alessandra Keller | Sina Frei              |
| 2   | 9. Juni       | Lenzerheide          | Jenny Rissveds         | Alessandra Keller | Pauline Ferrand-Prévot |
| 3   | 16. Juni      | Leogang              | Pauline Ferrand-Prévot | Puck Pieterse     | Evie Richards          |
| 4   | 30. Juni      | Val di Sole          | Laura Stigger          | Puck Pieterse     | Pauline Ferrand-Prévot |
| 5   | 26. August    | Vallnord-Pal Arinsal | Alessandra Keller      | Evie Richards     | Puck Pieterse          |
| 6   | 8. September  | Portes du Soleil     | Puck Pieterse          | Evie Richards     | Alessandra Keller      |
| 7   | 29. September | Snowshoe             | Evie Richards          | Puck Pieterse     | Rebecca Henderson      |
| 8   | 6. Oktober    | Mont Sainte-Anne     | Laura Stigger          | Loana Lecomte     | Rebecca Henderson      |

Gesamtwertung
| Platz | Name              | Punkte |
| ----- | ----------------- | ------ |
| 1.    | Puck Pieterse     | 1420   |
| 2.    | Alessandra Keller | 1278   |
| 3.    | Evie Richards     | 1236   |
| 4.    | Laura Stigger     | 1179   |
| 5.    | Jenny Rissveds    | 962    |
| 6.    | Rebecca Henderson | 867    |

### Männer Elite
| Rnd | Datum         | Ort                  | Erster            | Zweiter           | Dritter             |
| --- | ------------- | -------------------- | ----------------- | ----------------- | ------------------- |
| 1   | 12. Mai       | Nové Město na Moravě | Thomas Pidcock    | Samuel Gaze       | Luca Schwarzbauer   |
| 2   | 9. Juni       | Lenzerheide          | Luca Schwarzbauer | Jordan Sarrou     | Sebastian Fini      |
| 3   | 16. Juni      | Leogang              | Jordan Sarrou     | Luca Schwarzbauer | Mārtiņš Blūms       |
| 4   | 30. Juni      | Val di Sole          | Luca Schwarzbauer | Alan Hatherly     | Joshua Dubau        |
| 5   | 26. August    | Vallnord-Pal Arinsal | Luca Schwarzbauer | Nino Schurter     | Jordan Sarrou       |
| 6   | 8. September  | Portes du Soleil     | Victor Koretzky   | Jordan Sarrou     | Luca Schwarzbauer   |
| 7   | 29. September | Snowshoe             | Victor Koretzky   | Jordan Sarrou     | Luca Schwarzbauer   |
| 8   | 6. Oktober    | Mont Sainte-Anne     | Victor Koretzky   | Jordan Sarrou     | Christopher Blevins |

Gesamtwertung
| Platz | Name              | Punkte |
| ----- | ----------------- | ------ |
| 1.    | Luca Schwarzbauer | 1550   |
| 2.    | Jordan Sarrou     | 1440   |
| 3.    | Joshua Dubau      | 926    |
| 4.    | Jens Schuermans   | 837    |
| 5.    | Nino Schurter     | 831    |
| 6.    | Victor Koretzky   | 830    |

### Frauen U23
| Rnd | Datum         | Ort                  | Erste             | Zweite         | Dritte         |
| --- | ------------- | -------------------- | ----------------- | -------------- | -------------- |
| 1   | 11. Mai       | Nové Město na Moravě | Ronja Blöchlinger | Noëlle Buri    | Sofie Pedersen |
| 2   | 8. Juni       | Lenzerheide          | Ronja Blöchlinger | Ginia Caluori  | Sofie Pedersen |
| 3   | 15. Juni      | Leogang              | Ronja Blöchlinger | Sofie Pedersen | Noëlle Buri    |
| 4   | 30. Juni      | Val di Sole          | Ronja Blöchlinger | Sofie Pedersen | Noemie Garnier |
| 5   | 26. August    | Vallnord-Pal Arinsal | Ronja Blöchlinger | Samara Maxwell | Noëlle Buri    |
| 6   | 7. September  | Portes du Soleil     | Ronja Blöchlinger | Samara Maxwell | Noëlle Buri    |
| 7   | 29. September | Snowshoe             | Ronja Blöchlinger | Samara Maxwell | Noëlle Buri    |
| 8   | 6. Oktober    | Mont Sainte-Anne     | Ronja Blöchlinger | Samara Maxwell | Noëlle Buri    |

Gesamtwertung
| Platz | Name              | Punkte |
| ----- | ----------------- | ------ |
| 1.    | Ronja Blöchlinger | 1000   |
| 2.    | Samara Maxwell    | 630    |
| 3.    | Noëlle Buri       | 630    |
| 4.    | Sofie Pedersen    | 628    |
| 5.    | Ginia Caluori     | 555    |
| 6.    | Noemie Garnier    | 467    |

### Männer U23
| Rnd | Datum         | Ort                  | Erster         | Zweiter        | Dritter        |
| --- | ------------- | -------------------- | -------------- | -------------- | -------------- |
| 1   | 11. Mai       | Nové Město na Moravě | Adrien Boichis | Riley Amos     | Oliver Sølvhøj |
| 2   | 8. Juni       | Lenzerheide          | Dario Lillo    | Adrien Boichis | Carter Woods   |
| 3   | 15. Juni      | Leogang              | Adrien Boichis | Riley Amos     | Luke Wiedmann  |
| 4   | 30. Juni      | Val di Sole          | Carter Woods   | Luca Martin    | Adrien Boichis |
| 5   | 26. August    | Vallnord-Pal Arinsal | Adrien Boichis | Riley Amos     | Alex Malacarne |
| 6   | 7. September  | Portes du Soleil     | Adrien Boichis | Riley Amos     | Carter Woods   |
| 7   | 29. September | Snowshoe             | Riley Amos     | Carter Woods   | Luca Martin    |
| 8   | 6. Oktober    | Mont Sainte-Anne     | Adrien Boichis | Carter Woods   | Riley Amos     |

Gesamtwertung
| Platz | Name           | Punkte |
| ----- | -------------- | ------ |
| 1.    | Adrien Boichis | 855    |
| 2.    | Carter Woods   | 685    |
| 3.    | Riley Amos     | 680    |
| 4.    | Dario Lillo    | 584    |
| 5.    | Luke Wiedmann  | 498    |
| 6.    | Luca Martin    | 466    |

## Cross-Country olympisch

### Frauen Elite
| Rnd | Datum         | Ort                  | Erste              | Zweite                 | Dritte                 |
| --- | ------------- | -------------------- | ------------------ | ---------------------- | ---------------------- |
| 1   | 14. Mai       | Nové Město na Moravě | Puck Pieterse      | Pauline Ferrand-Prévot | Loana Lecomte          |
| 2   | 11. Juni      | Lenzerheide          | Loana Lecomte      | Anne Terpstra          | Alessandra Keller      |
| 3   | 18. Juni      | Leogang              | Puck Pieterse      | Mona Mitterwallner     | Laura Stigger          |
| 4   | 2. Juli       | Val di Sole          | Puck Pieterse      | Martina Berta          | Rebecca Henderson      |
| 5   | 27. August    | Vallnord-Pal Arinsal | Mona Mitterwallner | Alessandra Keller      | Pauline Ferrand-Prévot |
| 6   | 10. September | Portes du Soleil     | Mona Mitterwallner | Puck Pieterse          | Pauline Ferrand-Prévot |
| 7   | 1. Oktober    | Snowshoe             | Laura Stigger      | Loana Lecomte          | Martina Berta          |
| 8   | 8. Oktober    | Mont Sainte-Anne     | Loana Lecomte      | Jenny Rissveds         | Puck Pieterse          |

Gesamtwertung
| Platz | Name               | Punkte |
| ----- | ------------------ | ------ |
| 1.    | Puck Pieterse      | 1939   |
| 2.    | Loana Lecomte      | 1526   |
| 3.    | Mona Mitterwallner | 1445   |
| 4.    | Laura Stigger      | 1395   |
| 5.    | Alessandra Keller  | 1327   |
| 6.    | Martina Berta      | 1299   |

### Männer Elite
| Rnd | Datum         | Ort                  | Erster            | Zweiter           | Dritter         |
| --- | ------------- | -------------------- | ----------------- | ----------------- | --------------- |
| 1   | 14. Mai       | Nové Město na Moravě | Thomas Pidcock    | Joshua Dubau      | Nino Schurter   |
| 2   | 11. Juni      | Lenzerheide          | Nino Schurter     | Alan Hatherly     | Jordan Sarrou   |
| 3   | 18. Juni      | Leogang              | Lars Forster      | Luca Schwarzbauer | Ondřej Cink     |
| 4   | 2. Juli       | Val di Sole          | Nino Schurter     | Mathias Flückiger | Vlad Dascălu    |
| 5   | 27. August    | Vallnord-Pal Arinsal | Mathias Flückiger | Thomas Griot      | Thomas Pidcock  |
| 6   | 10. September | Portes du Soleil     | Victor Koretzky   | Nino Schurter     | Vlad Dascălu    |
| 7   | 1. Oktober    | Snowshoe             | Jordan Sarrou     | Nino Schurter     | Marcel Guerrini |
| 8   | 8. Oktober    | Mont Sainte-Anne     | Thomas Pidcock    | Mathias Flückiger | Marcel Guerrini |

Gesamtwertung
| Platz | Name              | Punkte |
| ----- | ----------------- | ------ |
| 1.    | Nino Schurter     | 1549   |
| 2.    | Jordan Sarrou     | 1509   |
| 3.    | Mathias Flückiger | 1499   |
| 4.    | Luca Schwarzbauer | 1344   |
| 5.    | Thomas Griot      | 1196   |
| 6.    | Joshua Dubau      | 1125   |

### Frauen U23
| Rnd | Datum         | Ort                  | Erste             | Zweite            | Dritte            |
| --- | ------------- | -------------------- | ----------------- | ----------------- | ----------------- |
| 1   | 14. Mai       | Nové Město na Moravě | Sofie Pedersen    | Ginia Caluori     | Emilly Johnston   |
| 2   | 11. Juni      | Lenzerheide          | Sofie Pedersen    | Ronja Blöchlinger | Sara Cortinovis   |
| 3   | 18. Juni      | Leogang              | Sofie Pedersen    | Samara Maxwell    | Ginia Caluori     |
| 4   | 2. Juli       | Val di Sole          | Sofie Pedersen    | Samara Maxwell    | Ronja Blöchlinger |
| 5   | 27. August    | Vallnord-Pal Arinsal | Noëlle Buri       | Ronja Blöchlinger | Noémie Garnier    |
| 6   | 10. September | Portes du Soleil     | Samara Maxwell    | Ronja Blöchlinger | Ginia Caluori     |
| 7   | 1. Oktober    | Snowshoe             | Samara Maxwell    | Ronja Blöchlinger | Ginia Caluori     |
| 8   | 8. Oktober    | Mont Sainte-Anne     | Ronja Blöchlinger | Noëlle Buri       | Madigan Munro     |

Gesamtwertung
| Platz | Name              | Punkte |
| ----- | ----------------- | ------ |
| 1.    | Ronja Blöchlinger | 1033   |
| 2.    | Sofie Pedersen    | 896    |
| 3.    | Samara Maxwell    | 893    |
| 4.    | Noëlle Buri       | 801    |
| 5.    | Ginia Caluori     | 732    |
| 6.    | Madigan Munro     | 591    |

### Männer U23
| Rnd | Datum         | Ort                  | Erster         | Zweiter        | Dritter         |
| --- | ------------- | -------------------- | -------------- | -------------- | --------------- |
| 1   | 14. Mai       | Nové Město na Moravě | Oliver Sølvhøj | Dario Lillo    | Tom Schellekens |
| 2   | 11. Juni      | Lenzerheide          | Dario Lillo    | Carter Woods   | Adrien Boichis  |
| 3   | 18. Juni      | Leogang              | Adrien Boichis | Dario Lillo    | Luke Wiedmann   |
| 4   | 2. Juli       | Val di Sole          | Carter Woods   | Adrien Boichis | Riley Amos      |
| 5   | 27. August    | Vallnord-Pal Arinsal | Riley Amos     | Adrien Boichis | Luca Martin     |
| 6   | 10. September | Portes du Soleil     | Adrien Boichis | Riley Amos     | Carter Woods    |
| 7   | 1. Oktober    | Snowshoe             | Carter Woods   | Adrien Boichis | Riley Amos      |
| 8   | 8. Oktober    | Mont Sainte-Anne     | Riley Amos     | Adrien Boichis | Bjorn Riley     |

Gesamtwertung
| Platz | Name           | Punkte |
| ----- | -------------- | ------ |
| 1.    | Adrien Boichis | 1044   |
| 2.    | Riley Amos     | 819    |
| 3.    | Carter Woods   | 774    |
| 4.    | Dario Lillo    | 763    |
| 5.    | Luke Wiedmann  | 593    |
| 6.    | Bjorn Riley    | 592    |

## Cross-Country Marathon

### Frauen Elite
| Rnd | Datum         | Ort                  | Erste           | Zweite          | Dritte             |
| --- | ------------- | -------------------- | --------------- | --------------- | ------------------ |
| 1   | 13. Mai       | Nové Město na Moravě | Lejla Njemčević | Katažina Sosna  | Irina Lützelschwab |
| 2   | 3.–4. Juni    | Finale Ligure        | Adelheid Morath | Lejla Njemčević | Vera Looser        |
| 3   | 16. September | Portes du Soleil     | Vera Looser     | Lejla Njemčević | Irina Lützelschwab |
| 4   | 28. September | Snowshoe             | Hannah Otto     | Haley Smith     | Katažina Sosna     |

Gesamtwertung
| Platz | Name               | Punkte |
| ----- | ------------------ | ------ |
| 1.    | Lejla Njemčević    | 800    |
| 2.    | Bettina Janas      | 520    |
| 3.    | Katažina Sosna     | 500    |
| 4.    | Vera Looser        | 410    |
| 5.    | Estelle Morel      | 348    |
| 6.    | Irina Lützelschwab | 320    |

### Männer Elite
| Rnd | Datum         | Ort                  | Erster               | Zweiter              | Dritter             |
| --- | ------------- | -------------------- | -------------------- | -------------------- | ------------------- |
| 1   | 13. Mai       | Nové Město na Moravě | Fabian Rabensteiner  | Nicolas Samparisi    | Simon Stiebjahn     |
| 2   | 3.–4. Juni    | Finale Ligure        | Diego Arias          | Martin Stošek        | Fabian Rabensteiner |
| 3   | 16. September | Portes du Soleil     | Héctor Leonardo Páez | Diego Rosa           | Andreas Seewald     |
| 4   | 28. September | Snowshoe             | Simon Stiebjahn      | Axel Roudil Cortinat | Casey South         |

Gesamtwertung
| Platz | Name                 | Punkte |
| ----- | -------------------- | ------ |
| 1.    | Fabian Rabensteiner  | 650    |
| 2.    | Simon Stiebjahn      | 606    |
| 3.    | Héctor Leonardo Páez | 508    |
| 4.    | Diego Arias          | 470    |
| 5.    | Diego Rosa           | 450    |
| 6.    | Nicolas Samparisi    | 448    |

## Downhill

### Frauen Elite
| Rnd | Datum         | Ort                  | Erste           | Zweite           | Dritte           |
| --- | ------------- | -------------------- | --------------- | ---------------- | ---------------- |
| 1   | 11. Juni      | Lenzerheide          | Rachel Atherton | Camille Balanche | Nina Hoffmann    |
| 2   | 18. Juni      | Leogang              | Valentina Höll  | Camille Balanche | Rachel Atherton  |
| 3   | 2. Juli       | Val di Sole          | Valentina Höll  | Camille Balanche | Jess Blewitt     |
| 4   | 26. August    | Vallnord-Pal Arinsal | Nina Hoffmann   | Valentina Höll   | Tahnée Seagrave  |
| 5   | 3. September  | Loudenvielle         | Valentina Höll  | Nina Hoffmann    | Marine Cabirou   |
| 6   | 9. September  | Portes du Soleil     | Marine Cabirou  | Monika Hrastnik  | Nina Hoffmann    |
| 7   | 30. September | Snowshoe             | Marine Cabirou  | Nina Hoffmann    | Valentina Höll   |
| 8   | 8. Oktober    | Mont Sainte-Anne     | Valentina Höll  | Nina Hoffmann    | Veronika Widmann |

Gesamtwertung
| Platz | Name             | Punkte |
| ----- | ---------------- | ------ |
| 1.    | Valentina Höll   | 2422   |
| 2.    | Nina Hoffmann    | 1913   |
| 3.    | Marine Cabirou   | 1734   |
| 4.    | Monika Hrastnik  | 1276   |
| 5.    | Camille Balanche | 1020   |
| 6.    | Tahnée Seagrave  | 989    |

### Männer Elite
| Rnd | Datum         | Ort                  | Erster            | Zweiter        | Dritter           |
| --- | ------------- | -------------------- | ----------------- | -------------- | ----------------- |
| 1   | 11. Juni      | Lenzerheide          | Jordan Williams   | Loris Vergier  | Loïc Bruni        |
| 2   | 18. Juni      | Leogang              | Andreas Kolb      | Loïc Bruni     | Jackson Goldstone |
| 3   | 2. Juli       | Val di Sole          | Jackson Goldstone | Finn Iles      | Thibaut Dapréla   |
| 4   | 26. August    | Vallnord-Pal Arinsal | Thibaut Dapréla   | Greg Minnaar   | Finn Iles         |
| 5   | 3. September  | Loudenvielle         | Loïc Bruni        | Dakotah Norton | Laurie Greenland  |
| 6   | 9. September  | Portes du Soleil     | Benoît Coulanges  | Andreas Kolb   | Loris Vergier     |
| 7   | 30. September | Snowshoe             | Oisin O’Callaghan | Rónán Dunne    | Dakotah Norton    |
| 8   | 8. Oktober    | Mont Sainte-Anne     | Jackson Goldstone | Ethan Craik    | Loïc Bruni        |

Gesamtwertung
| Platz | Name              | Punkte |
| ----- | ----------------- | ------ |
| 1.    | Loïc Bruni        | 1698   |
| 2.    | Jackson Goldstone | 1616   |
| 3.    | Loris Vergier     | 1533   |
| 4.    | Finn Iles         | 1366   |
| 5.    | Andreas Kolb      | 1357   |
| 6.    | Bernard Kerr      | 1138   |

### Juniorinnen
| Rnd | Datum         | Ort                  | Erste                 | Zweite                | Dritte                |
| --- | ------------- | -------------------- | --------------------- | --------------------- | --------------------- |
| 1   | 11. Juni      | Lenzerheide          | Erice van Leuven      | Valentina Roa Sanchez | Lisa Bouladou         |
| 2   | 18. Juni      | Leogang              | Lisa Bouladou         | Rebeka Aimi Kenyon    | Riley Miller          |
| 3   | 2. Juli       | Val di Sole          | Sacha Earnest         | Erice van Leuven      | Lisa Bouladou         |
| 4   | 25. August    | Vallnord-Pal Arinsal | Erice van Leuven      | Valentina Roa Sanchez | Lisa Bouladou         |
| 5   | 3. September  | Loudenvielle         | Sacha Earnest         | Erice van Leuven      | Valentina Roa Sanchez |
| 6   | 8. September  | Portes du Soleil     | Valentina Roa Sanchez | Sacha Mills           | Laïs Bonnaure         |
| 7   | 29. September | Snowshoe             | Erice van Leuven      | Taylor Ostgaard       | Valentina Roa Sanchez |
| 8   | 8. Oktober    | Mont Sainte-Anne     | Valentina Roa Sanchez | Sacha Earnest         | Lisa Bouladou         |

Gesamtwertung
| Platz | Name                  | Punkte |
| ----- | --------------------- | ------ |
| 1.    | Valentina Roa Sanchez | 390    |
| 2.    | Sacha Earnest         | 360    |
| 3.    | Erice van Leuven      | 285    |
| 4.    | Lisa Bouladou         | 220    |
| 5.    | Laïs Bonnaure         | 215    |
| 6.    | Rebeka Aimi Kenyon    | 190    |

### Junioren
| Rnd | Datum         | Ort                  | Erster            | Zweiter           | Dritter            |
| --- | ------------- | -------------------- | ----------------- | ----------------- | ------------------ |
| 1   | 11. Juni      | Lenzerheide          | Christian Hauser  | Bodhi Kuhn        | Hugo Marini        |
| 2   | 18. Juni      | Leogang              | Léo Abella        | Bodhi Kuhn        | Daniel Castellanos |
| 3   | 2. Juli       | Val di Sole          | Bodhi Kuhn        | Ryan Pinkerton    | Henri Kiefer       |
| 4   | 25. August    | Vallnord-Pal Arinsal | Ryan Pinkerton    | Christian Hauser  | Nathan Pontvianne  |
| 5   | 3. September  | Loudenvielle         | Ryan Pinkerton    | Nathan Pontvianne | Christian Hauser   |
| 6   | 8. September  | Portes du Soleil     | Ryan Pinkerton    | Jon Mozell        | Evan Medcalf       |
| 7   | 29. September | Snowshoe             | Ryan Pinkerton    | Evan Medcalf      | Mylann Falquet     |
| 8   | 8. Oktober    | Mont Sainte-Anne     | Nathan Pontvianne | Mylann Falquet    | Kimi Viardot       |

Gesamtwertung
| Platz | Name              | Punkte |
| ----- | ----------------- | ------ |
| 1.    | Ryan Pinkerton    | 343    |
| 2.    | Nathan Pontvianne | 225    |
| 3.    | Bodhi Kuhn        | 213    |
| 4.    | Mylann Falquet    | 200    |
| 5.    | Léo Abella        | 197    |
| 6.    | Christian Hauser  | 174    |

## Enduro

### Frauen Elite
| Rnd | Datum           | Ort              | Erste              | Zweite             | Dritte             |
| --- | --------------- | ---------------- | ------------------ | ------------------ | ------------------ |
| 1   | 25.–26. März    | Maydena          | Isabeau Courdurier | Morgane Charre     | Ella Conolly       |
| 2   | 1.–2. April     | Derby            | Rebecca Baraona    | Harriet Harnden    | Ella Conolly       |
| 3   | 3.–4. Juni      | Finale Ligure    | Morgane Charre     | Gloria Scarsi      | Isabeau Courdurier |
| 4   | 15.–18. Juni    | Leogang          | Isabeau Courdurier | Gloria Scarsi      | Morgane Charre     |
| 5   | 24.–25. Juni    | Val di Fassa     | Isabeau Courdurier | Morgane Charre     | Mélanie Pugin      |
| 6   | 1.–3. September | Loudenvielle     | Isabeau Courdurier | Morgane Charre     | Ella Conolly       |
| 7   | 17. September   | Portes du Soleil | Morgane Charre     | Isabeau Courdurier | Harriet Harnden    |

Gesamtwertung
| Platz | Name               | Punkte |
| ----- | ------------------ | ------ |
| 1.    | Isabeau Courdurier | 3183   |
| 2.    | Morgane Charre     | 3021   |
| 3.    | Harriet Harnden    | 2333   |
| 4.    | Gloria Scarsi      | 2061   |
| 5.    | Rebecca Baraona    | 2012   |
| 6.    | Mélanie Pugin      | 1787   |

### Männer Elite
| Rnd | Datum           | Ort              | Erster           | Zweiter          | Dritter          |
| --- | --------------- | ---------------- | ---------------- | ---------------- | ---------------- |
| 1   | 25.–26. März    | Maydena          | Luke Meier-Smith | Daniel Booker    | Connor Fearon    |
| 2   | 1.–2. April     | Derby            | Richard Rude Jr. | Slawomir Lukasik | Jesse Melamed    |
| 3   | 3.–4. Juni      | Finale Ligure    | Jesse Melamed    | Rhys Verner      | Alex Rudeau      |
| 4   | 15.–18. Juni    | Leogang          | Rhys Verner      | Richard Rude Jr. | Alex Rudeau      |
| 5   | 24.–25. Juni    | Val di Fassa     | Matthew Walker   | Alex Rudeau      | Richard Rude Jr. |
| 6   | 1.–3. September | Loudenvielle     | Youn Deniaud     | Alex Rudeau      | Louis Jeandel    |
| 7   | 17. September   | Portes du Soleil | Jesse Melamed    | Alex Rudeau      | Richard Rude Jr. |

Gesamtwertung
| Platz | Name             | Punkte |
| ----- | ---------------- | ------ |
| 1.    | Richard Rude Jr. | 2676   |
| 2.    | Jesse Melamed    | 2443   |
| 3.    | Alex Rudeau      | 2395   |
| 4.    | Rhys Verner      | 2044   |
| 5.    | Charles Murray   | 1934   |
| 6.    | Youn Deniaud     | 1850   |

## Elektro-Enduro

### Frauen Elite
| Rnd | Datum           | Ort              | Erste                        | Zweite                       | Dritte        |
| --- | --------------- | ---------------- | ---------------------------- | ---------------------------- | ------------- |
| 1   | 3.–4. Juni      | Finale Ligure    | Laura Charles                | Florencia Espiñeira Herreros | Tracy Moseley |
| 2   | 15.–18. Juni    | Leogang          | Florencia Espiñeira Herreros | Ines Thoma                   | Tracy Moseley |
| 3   | 24.–25. Juni    | Val di Fassa     | Laura Charles                | Florencia Espiñeira Herreros | Ines Thoma    |
| 4   | 1.–3. September | Loudenvielle     | Florencia Espiñeira Herreros | Tracy Moseley                | Laura Charles |
| 5   | 17. September   | Portes du Soleil | Florencia Espiñeira Herreros | Tracy Moseley                | Ines Thoma    |

Gesamtwertung
| Platz | Name                | Punkte |
| ----- | ------------------- | ------ |
| 1.    | Florencia Espiñeira | 1254   |
| 2.    | Laura Charles       | 0941   |
| 3.    | Ines Thoma          | 0786   |
| 4.    | Tracy Moseley       | 0776   |
| 5.    | Sofia Wiedenroth    | 0372   |
| 6.    | Alia Marcellini     | 0286   |

### Männer Elite
| Rnd | Datum           | Ort              | Erster       | Zweiter        | Dritter         |
| --- | --------------- | ---------------- | ------------ | -------------- | --------------- |
| 1   | 3.–4. Juni      | Finale Ligure    | Fabien Barel | Antoine Rogge  | Florian Nicolai |
| 2   | 15.–18. Juni    | Leogang          | Fabien Barel | Michael Hannah | Tiago Ladeira   |
| 3   | 24.–25. Juni    | Val di Fassa     | Kevin Marry  | Alex Marin     | Hugo Pigeon     |
| 4   | 1.–3. September | Loudenvielle     | Fabien Barel | Alex Marin     | Tiago Ladeira   |
| 5   | 17. September   | Portes du Soleil | Kevin Marry  | Tiago Ladeira  | Michael Hannah  |

Gesamtwertung
| Platz | Name           | Punkte |
| ----- | -------------- | ------ |
| 1.    | Fabien Barel   | 970    |
| 2.    | Kevin Marry    | 929    |
| 3.    | Tiago Ladeira  | 829    |
| 4.    | Alex Marin     | 673    |
| 5.    | Michael Hannah | 672    |
| 6.    | Emanuel Pombo  | 633    |